# باتريشيا هورفاث
باتريشيا هورفاث (بالمجرية: Horváth Patrícia)‏ هي لاعبة كرة الماء مجرية، ولدت في 7 ديسمبر 1977 في ميشكولتس في المجر.

## وصلات خارجية
- باتريشيا هورفاث على موقع الاتحاد الدولي للسباحة (الإنجليزية)
- باتريشيا هورفاث على موقع الاتحاد المجري لكرة الماء (الهنغارية)
- باتريشيا هورفاث على موقع اللجنة الأولمبية الدولية (الإنجليزية)
- باتريشيا هورفاث على موقع أوليمبيديا (الإنجليزية)
- باتريشيا هورفاث على موقع اللجنة الأولمبية المجرية (الهنغارية)